# Wäschestärke

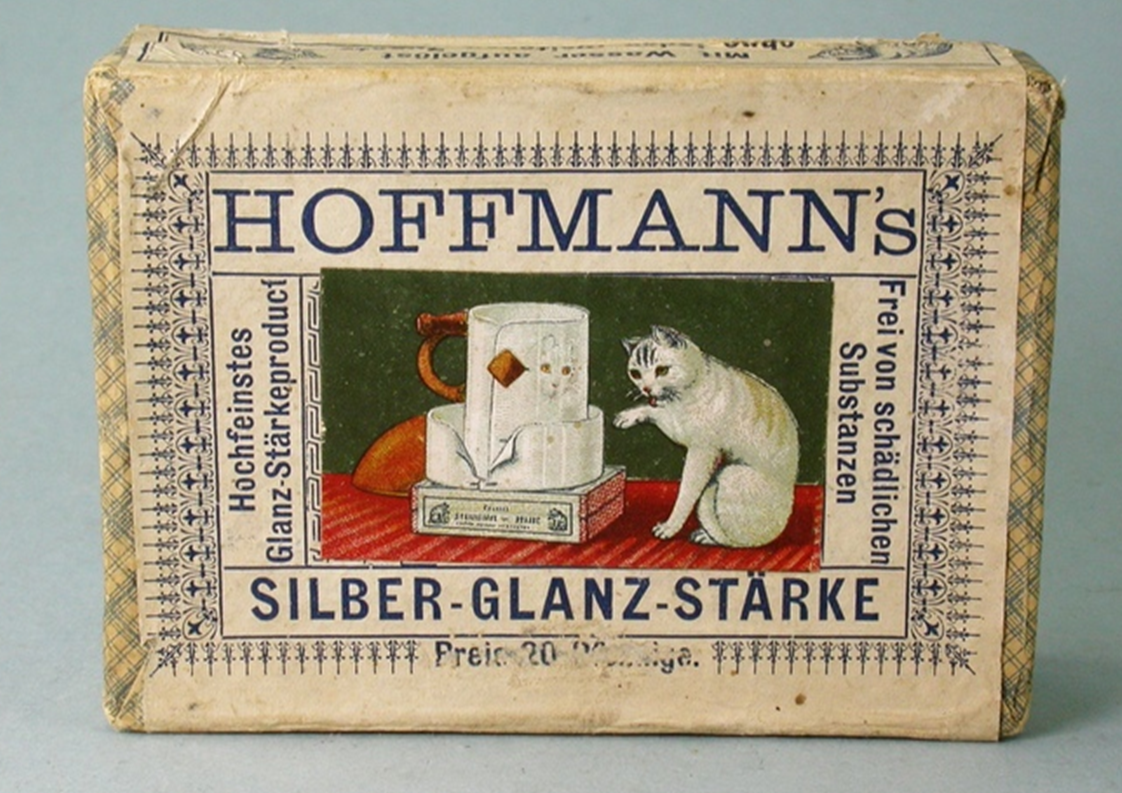
Hoffmann’s Silber-Glanz-Stärke

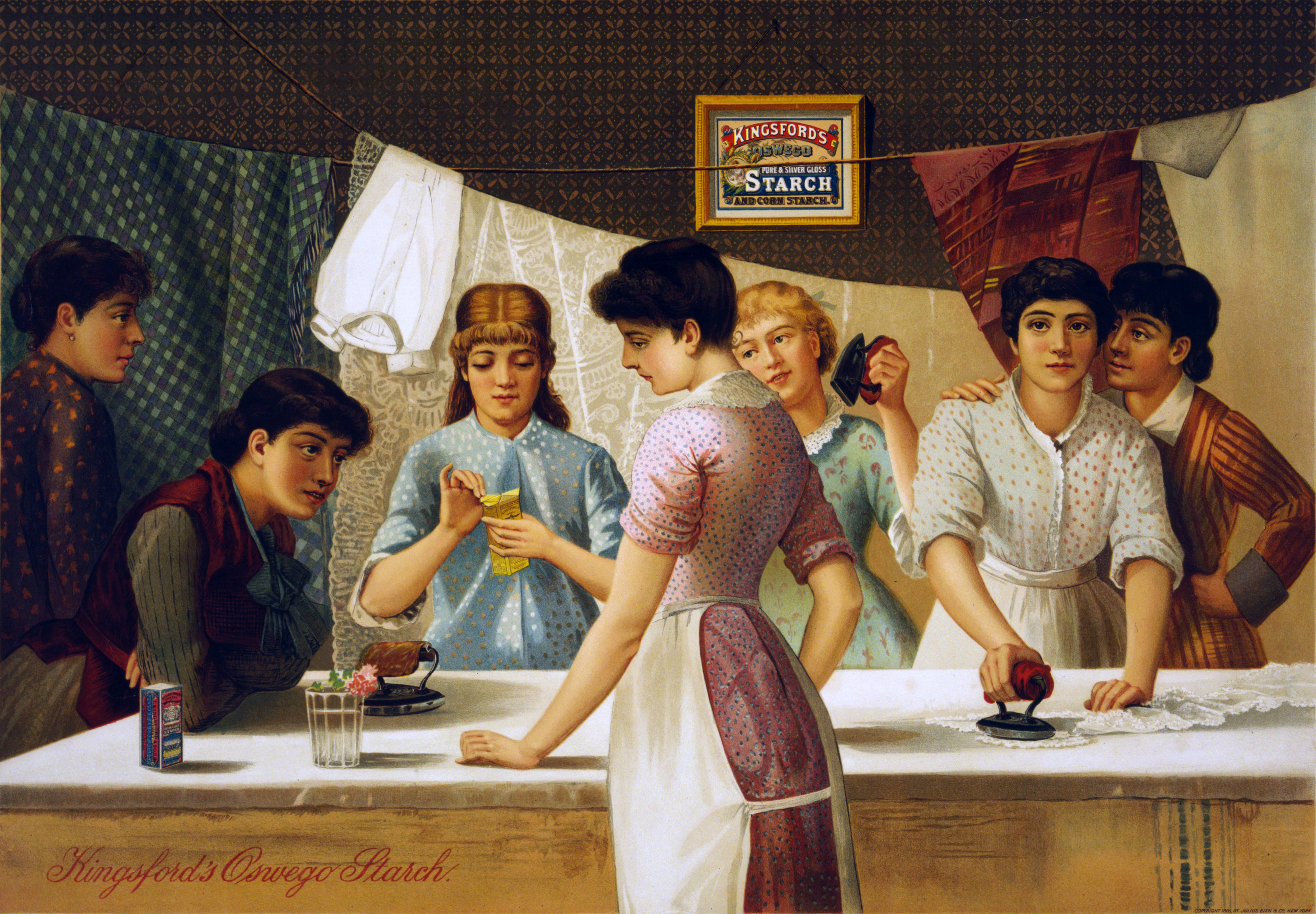
Reklame für das Stärken von Wäsche (1885)

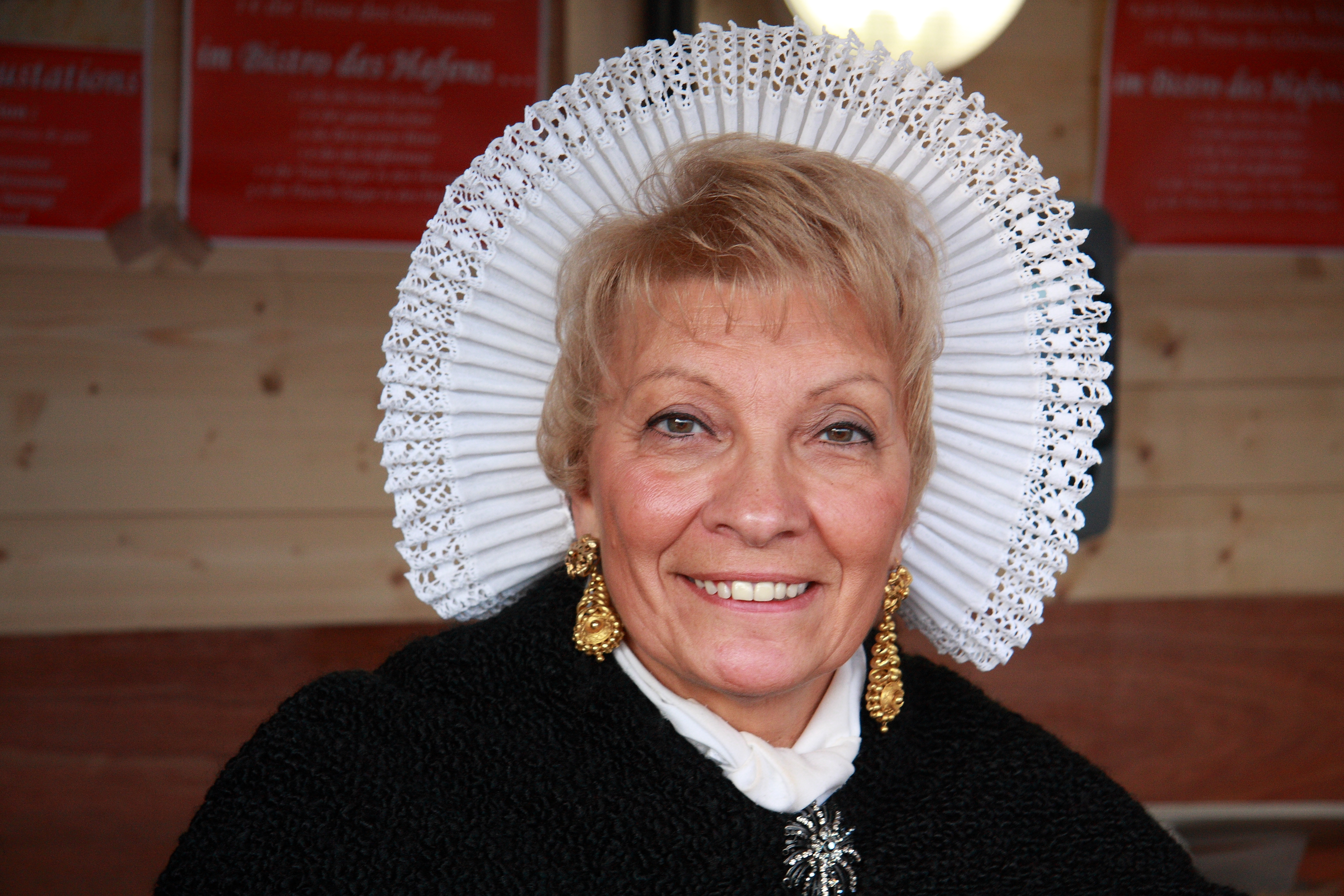
Gestärkte Coiffe aus Frankreich

Mit Wäschestärke (auch Wäschesteife), lat. Amylum, wird das Gewebe von Wäsche- und Kleidungsstücken aus Leinen- und Baumwollgarnen nach dem Waschen behandelt, um es zu festigen und in Form zu bringen. Außerdem gilt die Wäschestärke als „schmutzabweisend“. Während früher Wäschestärke meist selbst angerührt wurde, gibt es heute fertige Wäschestärke in verschiedener Form, flüssig oder als Spray sowie mit Duftstoffen versehen. Die Versteifung der Wäsche beruht auf dem physikalischen Effekt der Verkleisterung der Stärke beim Erhitzen.

## Geschichte
Laut Meyers Konversationslexikon von 1895 kam das Stärken der Wäsche im 16. Jahrhundert in England in Mode:
„Die Mode des Wäschestärkens ist noch nicht so alt, als viele vielleicht glauben. Sie soll am Hofe der ‚jungfräulichen Königin‘ Elisabeth von England zuerst aufgekommen sein. Die Erfinderin war eine Holländerin, Frau Guilheem. Dieselbe verstand es, durch kunstvoll gesteifte Kragen nebst Tollfalten einen kleinen Fehler an der Büste der hohen Gebieterin zu verdecken. Die Vornehmen ahmten die Tracht nach […]“.
Gestärkt wurde die gewaschene Wäsche und im halbtrockenen Zustand gebügelt, gemangelt oder gerollt. Generell war das Stärken lange Zeit ein ausgesprochener Luxus, der nicht nur der Wäsche Form geben sollte, sondern auch Frisuren (Haarpuder) und Konditorei-Produkten.
Viele Hausfrauen verwendeten zum Stärken Stärkemehl aus Kartoffeln oder Reis, im 19. Jahrhundert kamen die ersten fertigen Wäschestärken auf den Markt. Produkte von Hoffmann’s Stärkefabriken kamen in Deutschland im Jahr 1876 auf den Markt und entwickelte sich zu bekannten Markenartikeln. Gestärkt werden vor allem Kragen und Manschetten von Herrenhemden, Rüschen an Blusen, Schürzen, Bettwäsche, Gardinen und Tischdecken.
Eine ausführliche Anleitung zum Wäschestärken gibt Katharina Prato in ihrem Buch Anleitungen zu den häuslichen Geschäften, das 1899 in der siebten Auflage in Graz erschien. Darin heißt es:
„Zum Stärken (Steifen) der großen Wäsche nimmt man […] gewöhnlich Kartoffelstärke […] Um […] der Wäsche Glanz zu verleihen, gibt man auch etwas weißes Wachs in das Wasser […] Man lässt die Stärke dann auf mäßiger Hitze sieden, bis sich Blasen bilden, denn wenn man sie zu wenig kocht, hat sie keine Kraft […], drückt sie dann durch ein Tuch […] in eine Schüssel und taucht die noch feuchten Wäschestücke nacheinander ein, solange die Stärke noch warm ist […] Wenn man die Stärke kalt verwendet oder wenn die Wäsche trocken eingestärkt wird, bekommt das Gebügelte patzige Stellen. […]“
Stärkehaltige Produkte färben sich tiefblau, wenn sie mit Jodtinktur behandelt werden.

## Gegenwart
Heute ist die ursprüngliche Behandlung nicht mehr grundsätzlich üblich, da die Qualität der Textilien verbessert wurde und die so genannte Appretur für die Formstabilität sorgt. Heutzutage wird für die Behandlung von Wäsche, insbesondere von Baumwollhemden, sogenannte Sprühstärke genutzt, welche beim Bügeln auf die Wäsche aufgesprüht und eingebügelt wird. Es sind daneben auch noch einige andere Anwendungsformen wie Flüssigstärke, Flüssigsteife, Reisstärke oder Idealstärke im Handel erhältlich.
In Privathaushalten ist das Stärken heute selten geworden, was auch mit der vermehrten Verwendung von Kunstfasern in Textilien zusammenhängt. In Wäschereien und teilweise auch privat wird aber noch Wäschestärke verwendet, für Bett- und Tischwäsche, Servietten, Blusen, Schürzen und Kochmützen- und Hauben.
Auch heute noch wird Stärke teilweise selbst hergestellt, aus Kartoffel-, Mais- oder Reisstärke. Vorteil der natürlichen Stärke ist, dass keine Duft- oder Konservierungsstoffe enthalten sind, die bei Allergikern Unverträglichkeiten auslösen und als störend empfunden werden können.
Stärke gibt es in verschiedenen Formen, als:

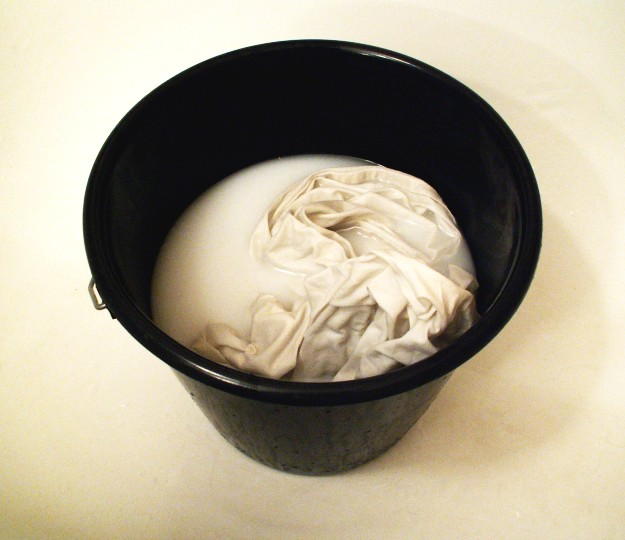
Reine Stärke in Wasser gelöst
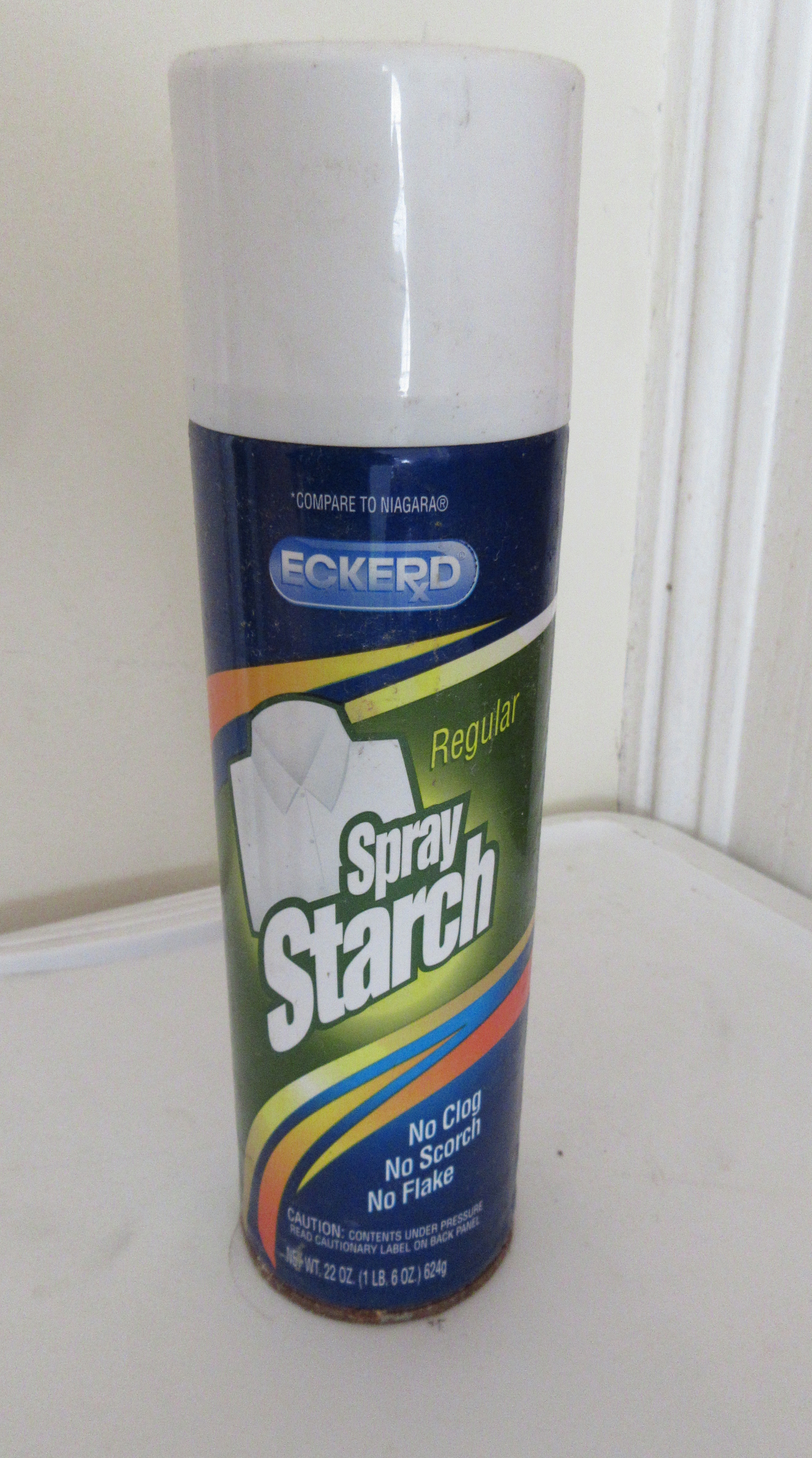
Sprühstärke

- Reine Stärke – Reine Stärke in trockener Form wird in kaltem oder kochenden Wasser gelöst und in einem Eimer verwendet oder in die Waschmaschine gegeben.
- Flüssigstärke – Flüssigstärke wird direkt zur Wäsche in die Waschmaschine oder in das entsprechende Fach gegeben.
- Stärkespray – Sprühstärke wird erst beim Bügeln auf die Wäsche gesprüht.

Flüssigstärke und Stärkespray enthalten neben Stärke häufig Duft- und Konservierungsstoffe sowie teilweise weitere Zusatzstoffe wie Gleitmittel. Handelsübliche Stärkeprodukte werden in vier Stärkegraden angeboten, wobei der leichte Stärkegrad 1 in der Regel für Unterwäsche und Frotteewaren genutzt wird, die höchste Dosierung für Tischdecken und Servietten, die dadurch auch bei komplizierten Faltungen zuverlässig ihre Form bewahren.